# Willy Fritsch
Willy Fritsch, nome d'arte di Wilhelm Anton Frohs (Katowice, 27 gennaio 1901 – Amburgo, 13 luglio 1973), è stato un attore e cantante tedesco, primo interprete maschile della popolarissima canzone Lili Marleen.
Attore brillante, fu uno dei principali interpreti europei dell'epoca del muto e partner fisso in una lunga serie di film di Lilian Harvey, diva della commedia musicale degli anni trenta. È il padre di Thomas Fritsch, attore televisivo e doppiatore.

## Biografia
Nato a Katovice, nella Slesia tedesca, nel 1912 si trasferì con la famiglia a Berlino, dove progettava di diventare un meccanico.
Nel 1919 debuttò sulle scene con un piccolo ruolo al prestigioso teatro Max Reinhardt Denkmal, mentre il suo primo ruolo cinematografico fu del 1921 quando ottenne una parte di contorno in Miss Venus. Fritsch diventò piuttosto popolare come giovane attore sia a teatro che nel cinema ma il vero successo arrivò quando nel 1928 venne affiancato a Lilian Harvey, con la quale recitò regolarmente in una decina di film usciti con cadenza annuale fino al 1937. In quell'anno, Fritsch si sposò con l'attrice Dinah Grace. Il matrimonio, da cui nacquero due figli, durò fino alla morte della moglie avvenuta il 12 maggio 1963.
Riuscì a superare la fine dell'epoca hitleriana senza che il suo prestigio ne risentisse e continuò quindi a recitare sia in film che in teatro fino all'inizio degli anni sessanta; il suo ultimo film fu Das hab ich von Papa gelernt del 1964.
Willy Fritsch morì il 13 luglio 1973 ad Amburgo all'età di 72 anni.

## Curiosità
Una sua interpretazione del brano Ich wollt ich waer ein huhn fa parte della colonna sonora del film di Quentin Tarantino del 2009 Bastardi senza gloria.

## Filmografia

### Attore
- Miss Venus, regia di Ludwig Czerny (1921)
- Razzia, regia di Wolfgang Neff (1921)
- Der Heiratsschwindler
- Der blinde Passagier
- Hallig Hooge
- Seine Frau, die Unbekannte, regia di Benjamin Christensen (1923)
- Mutter und Kind, regia di Carl Froelich (1924)
- Guillotine
- Blitzzug der Liebe, regia di Johannes Guter (1925)
- Der Farmer aus Texas, regia di Joe May (1925)
- Il ballerino di mia moglie (Der Tänzer meiner Frau), regia di Alexander Korda (1925)
- Sogno d'un valzer, regia di Ludwig Berger (1925)
- Das Mädchen mit der Protektion
- Die Fahrt ins Abenteuer
- Der Prinz und die Tänzerin
- Die Boxerbraut
- Die keusche Susanne
- Scusate, signorina (Die sieben Töchter der Frau Gyurkovics), regia di Ragnar Hyltén-Cavallius (1926)
- Die selige Exzellenz, regia di Adolf E. Licho, Wilhelm Thiele (1927)
- L'ultimo valzer (Der letzte Walzer), regia di Arthur Robison (1927)
- Die Frau im Schrank
- Assolto (Schuldig), regia di Johannes Meyer (1928)
- L'inafferrabile (Spione), regia di Fritz Lang (1928)
- Il ballerino della casa d'oro (Der Tanzstudent), regia di Johannes Guter (1928)
- Die Carmen von St. Pauli, regia di Erich Waschneck (1928)
- Rapsodia ungherese (Ungarische Rhapsodie), regia di Hanns Schwarz (1928)
- Ihr dunkler Punkt, regia di Johannes Guter (1929)
- Una donna nella luna (Frau im Mond), regia di Fritz Lang (1929)
- La sposa del Danubio (Melodie des Herzens), regia di Hanns Schwarz (1929)
- Walzer d'amore (Liebeswalzer), regia di Wilhelm Thiele (1930)
- Hokuspokus
- La sirenetta dell'autostrada (Die Drei von der Tankstelle), regia di Wilhelm Thiele (1930)
- La frenesia dell'avventura (Einbrecher), regia di Hanns Schwarz (1930)
- Sua altezza comanda (Ihre Hoheit befiehlt), regia di Hanns Schwarz (1931)
- Spionaggio eroico (Im Geheimdienst), regia di Gustav Ucicky (1931)
- Il congresso si diverte (Der Kongreß tanzt), regia di Erik Charell (1931)
- Ronny, regia di Reinhold Schünzel (1931)
- Vi amo e sarete mia (Der Frechdachs), regia di Carl Boese e Heinz Hille (1932)
- Ein toller Einfall, regia di Kurt Gerron (1932)
- Sogno biondo (Ein blonder Traum), regia di Paul Martin (1932)
- Io di giorno, tu di notte (Ich bei Tag und Du bei Nacht ), regia di Ludwig Berger (1932)
- Saison in Kairo, regia di Reinhold Schünzel (1933)
- Guerra di valzer (Walzerkrieg), regia di Ludwig Berger (1933)
- Amore di principe (Des jungen Dessauers große Liebe), regia di Arthur Robison (1933)
- La tabacchiera della generalessa, regia di Reinhold Schünzel (1934)
- Die Insel, regia di Hans Steinhoff (1934)
- Turandot (Prinzessin Turandot), regia di Gerhard Lamprecht (1934)
- Anfitrione (Amphitryon), regia di Reinhold Schünzel (1935)
- Rose nere (Schwarze Rosen), regia di Paul Martin (1935)
- Boccaccio, regia di Herbert Maisch (1936)
- Lasciate fare alle donne, regia di Paul Martin (1936)
- Menschen ohne Vaterland
- Sette schiaffi, regia di Paul Martin (1937)
- Ragazzi, regia di Erich Waschneck (1937)
- Gewitterflug zu Claudia
- Zwischen den Eltern
- La donna di una notte
- La sconfitta dell'oro
- Preußische Liebesgeschichte, regia di Paul Martin (1938)
- Cuori in fiamme
- Die Geliebte, regia di Gerhard Lamprecht (1939)
- L'amore imperfetto
- Das leichte Mädchen
- L'amante casta (Die keusche Geliebte), regia di Viktor Turžanskij (1940)
- Il gioco del destino, regia di Géza von Bolváry (1941)
- Musica leggera (Leichte Muse - titolo alternativo Was eine Frau im Frühling träumt), regia di Arthur Maria Rabenalt (1941)
- Frauen sind doch bessere Diplomaten
- Sangue viennese (Wiener Blut), regia di Willi Forst (1942)
- Anschlag auf Baku
- Geliebte Welt
- Liebesgeschichten, regia di Viktor Turžanskij (1943)
- Der kleine Grenzverkehr
- Die Gattin
- Junge Adler
- Die tolle Susanne
- Das Leben geht weiter
- Die Fledermaus, regia di Géza von Bolváry (1946)
- Finale, regia di Ulrich Erfurth (1948)
- Hallo - Sie haben Ihre Frau vergessen
- Zwölf Herzen für Charly
- Derby
- Genoveffa la racchia
- Disperazione
- Die wunderschöne Galathee
- Mädchen mit Beziehungen
- König für eine Nacht
- Schön muß man sein
- Maja (Die verschleierte Maja), regia di Géza von Cziffra (1951)
- Grün ist die Heide, regia di Hans Deppe (1951)
- Die Dubarry, regia di Georg Wildhagen e, non accreditato, Reinhold Schünzel (1951)
- Mikosch rückt ein
- Ferien vom Ich, regia di Hans Deppe (1952)
- Am Brunnen vor dem Tore, regia di Hans Wolff (1952)
- Von Liebe reden wir später
- Damenwahl
- Wenn der weiße Flieder wieder blüht, regia di Hans Deppe (1953)
- Cavalcata romantica
- Par ordre du tsar
- Maxie
- Weg in die Vergangenheit
- Stella di Rio, regia di Kurt Neumann (1955)
- Drei Tage Mittelarrest, regia di Georg Jacoby (1955)
- Der fröhliche Wanderer
- Liebe ist ja nur ein Märchen
- Die Drei von der Tankstelle, regia di Hans Wolff (1955)
- Le Chemin du paradis, regia di Willi Forst e Hans Wolff  (1956)
- Schwarzwaldmelodie
- Wo die alten Wälder rauschen
- Das Donkosakenlied, regia di Géza von Bolváry (1956)
- Solange noch die Rosen blüh'n
- Der schräge Otto
- Zwei Herzen im Mai
- Schwarzwälder Kirsch
- Mit Eva fing die Sünde an
- Tunisi top secret
- Hubertusjagd
- Notte d'inferno, regia di Gottfried Reinhardt (1960)
- Wenn die Heide blüht
- Das gibt's doch zweimal
- Was macht Papa denn in Italien?
- Isola Bella
- The Bellboy and the Playgirls
- Der Himmel kann warten (tv movie)
- Jazz und Jux in Heidelberg
- Das hab ich von Papa gelernt, regia di Axel von Ambesser (1964)

### Colonna sonora (parziale)
- Una donna nella luna (Frau im Mond), regia di Fritz Lang - canzone Heimlich singt für uns die Liebe (1929)

### Film o documentari dove appare Willy Fritsch (parziale)
- Rund um die Liebe, regia di Oskar Kalbus - filmati di repertorio (1929)